# Juan Pablo Orrego

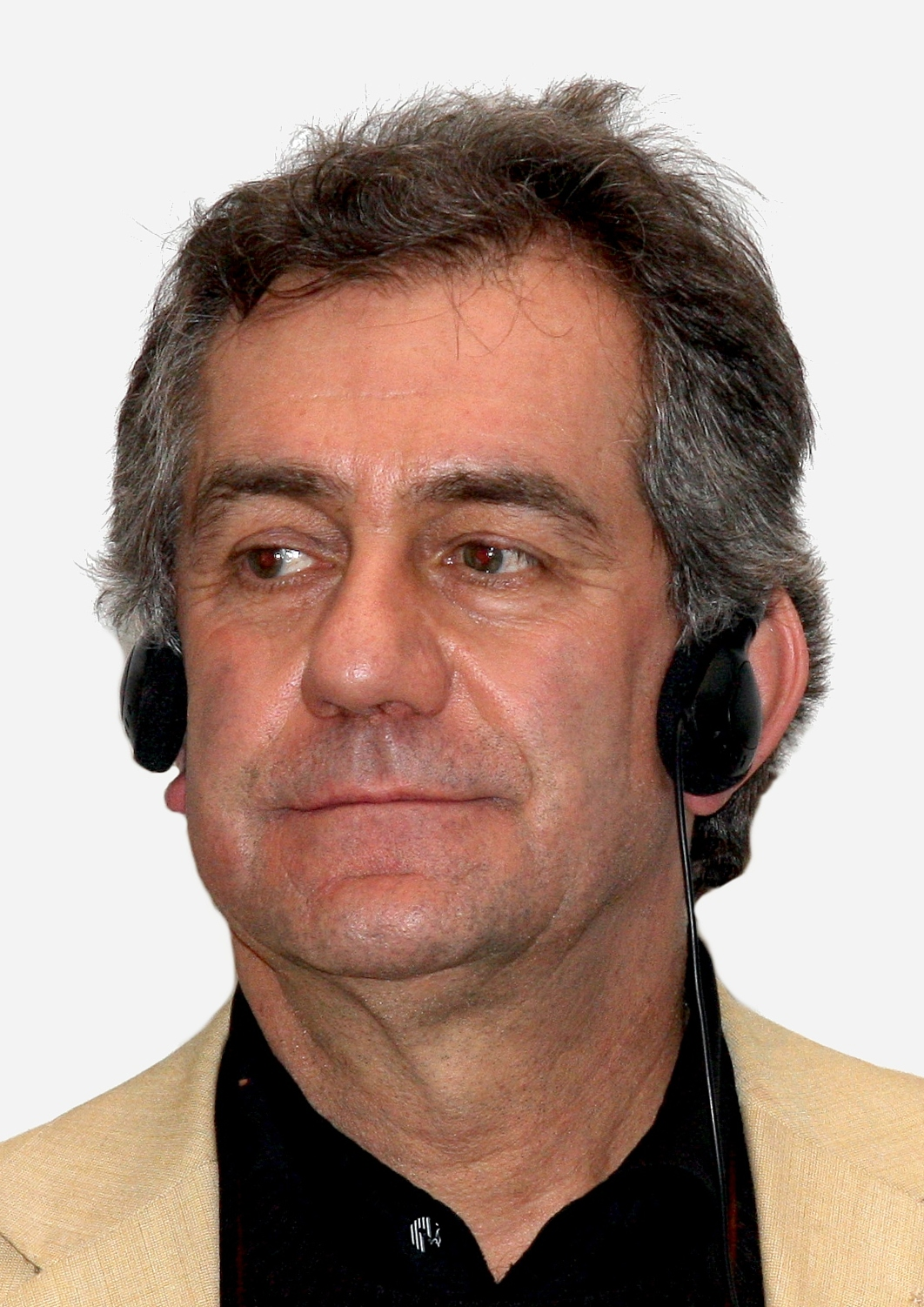
Juan Pablo Orrego (Köln, 2010)

Juan Pablo Orrego (* 1949) ist ein chilenischer Ökologe und Musiker.
Juan Pablo Orrego begründete mit anderen Mitstreitern (u. a. Rodrigo Garretón Kralemann, Cristián Opazo und Dario Jana-Castro) die Grupo de Acción por el Biobío (GABB), um ein ökologisch fragwürdiges Staudammprojekt (u. a. Ralco-Talsperre) am Río Bío Bío zu verhindern, das zur Vertreibung der Pehuenche-Indianer geführt hätte. Die Initiative wurde zum Fundament für eine Menschenrechts- und Umweltbewegung in der jungen Demokratie nach der Militärdiktatur und löste eine landesweite Diskussion über alternative Entwicklung aus.

## Auszeichnungen
- Goldman Environmental Prize 1997
- Alternativer Nobelpreis 1998